# Liste der Bodendenkmäler in Höttingen
Auf dieser Seite sind die Bodendenkmäler in der mittelfränkischen Gemeinde Höttingen zusammengestellt. Diese Tabelle ist eine Teilliste der Liste der Bodendenkmäler in Bayern. Grundlage ist die Bayerische Denkmalliste, die auf Basis des Bayerischen Denkmalschutzgesetzes vom 1. Oktober 1973 erstmals erstellt wurde und seither durch das Bayerische Landesamt für Denkmalpflege geführt wird. Die folgenden Angaben ersetzen nicht die rechtsverbindliche Auskunft der Denkmalschutzbehörde.

## Bodendenkmäler in Höttingen
| Lage                            | Objekt | Akten-Nr.     | Bild |
| ------------------------------- | --- | ------------- | ---- |
| Höttingen (Standort)            | Siedlung des Neolithikums und der Latènezeit. | D-5-6930-0264 |      |
| Höttingen (Standort)            | Burgstall des Mittelalters. | D-5-6931-0001 |      |
| Höttingen (Standort)            | Siedlung der Stichbandkeramik und der Latènezeit. | D-5-6931-0003 |      |
| Höttingen (Standort)            | Neolithische Siedlung. | D-5-6931-0004 |      |
| Höttingen (Standort)            | Siedlung vorgeschichtlicher Zeitstellung. | D-5-6931-0005 |      |
| Höttingen (Standort)            | Untertägige Bestandteile der mittelalterlichen evang.-luth. Pfarrkirche St. Johannes.                                                                       | D-5-6931-0007 |      |
| Höttingen (Standort)            | Wachtposten WP 14/29 des raetischen Limes. | D-5-6931-0008 |      |
| Höttingen (Standort)            | Wachtposten WP 14/30 des raetischen Limes. | D-5-6931-0009 |      |
| Höttingen (Standort)            | Wachtposten WP 14/31 des raetischen Limes. | D-5-6931-0010 |      |
| Höttingen (Standort)            | Siedlung vorgeschichtlicher Zeitstellung. | D-5-6931-0012 |      |
| Höttingen (Standort)            | Siedlung vor- und frühgeschichtlicher Zeitstellung. | D-5-6931-0013 |      |
| Höttingen (Standort)            | Untertägige mittelalterliche und frühneuzeitliche Befunde im Bereich der Evang.-Luth. Pfarrkirche St. Nikolaus in Weiboldshausen und ihrer Vorgängerbauten. | D-5-6932-0013 |      |
| Höttingen (Standort)            | Siedlung des Neolithikums. | D-5-6932-0015 |      |
| Höttingen (Standort)            | Neolithische Siedlung. | D-5-6932-0016 |      |
| Höttingen (Standort)            | Siedlung vorgeschichtlicher Zeitstellung. | D-5-6932-0017 |      |
| Höttingen (Standort)            | Siedlung der Linear- und Stichbandkeramik sowie des Mittelalters.                                                                                           | D-5-6932-0018 |      |
| Höttingen (Standort)            | Neolithische Siedlung. | D-5-6932-0019 |      |
| Höttingen (Standort)            | Siedlung vorgeschichtlicher Zeitstellung. | D-5-6932-0020 |      |
| Höttingen (Standort)            | Siedlung vorgeschichtlicher Zeitstellung. | D-5-6932-0021 |      |
| Höttingen (Standort)            | Siedlung vorgeschichtlicher Zeitstellung. | D-5-6932-0022 |      |
| Höttingen (Standort)            | Siedlung der Stichbandkeramik. | D-5-6932-0024 |      |
| Höttingen (Standort)            | Siedlung vorgeschichtlicher Zeitstellung. | D-5-6932-0025 |      |
| Höttingen (Standort)            | Siedlung vorgeschichtlicher Zeitstellung. | D-5-6932-0026 |      |
| Höttingen (Standort)            | Siedlung der Linearbandkeramik. | D-5-6932-0027 |      |
| Höttingen (Standort)            | Siedlung vor- und frühgeschichtlicher Zeitstellung. | D-5-6932-0031 |      |
| Höttingen (Standort)            | Wachtposten WP 14/32 des raetischen Limes. | D-5-6932-0033 |      |
| Höttingen (Standort)            | Wachtposten WP 14/33 des raetischen Limes. | D-5-6932-0034 |      |
| Höttingen (Standort)            | Wachtposten WP 14/34 des raetischen Limes. | D-5-6932-0035 |      |
| Höttingen (Standort)            | Wachtposten WP 14/35 des raetischen Limes. | D-5-6932-0036 |      |
| Höttingen (Standort)            | Wachtposten WP 14/36 des raetischen Limes. | D-5-6932-0037 |      |
| Höttingen (Standort)            | Siedlung der Stichbandkeramik. | D-5-6932-0040 |      |
| Höttingen (Standort)            | Siedlung der Linearbandkeramik und der Bronzezeit. | D-5-6932-0041 |      |
| Höttingen (Standort)            | Siedlung des Jungneolithikums. | D-5-6932-0042 |      |
| Höttingen (Standort)            | Neolithische und urnenfelderzeitliche Siedlung. | D-5-6932-0044 |      |
| Höttingen (Standort)            | Siedlung vor- und frühgeschichtlicher Zeitstellung. | D-5-6932-0045 |      |
| Höttingen (Standort)            | Siedlung vor- und frühgeschichtlicher Zeitstellung. | D-5-6932-0046 |      |
| Pleinfeld (Standort)            | Wall- und Grabenanlage mit Funden der späten Hallstatt- und frühen Latènezeit sowie des ausgehenden frühen Mittelalters.                                    | D-5-6932-0048 |      |
| Weißenburg in Bayern (Standort) | Grabhügel vorgeschichtlicher Zeitstellung. | D-5-6932-0195 |      |
| Höttingen (Standort)            | Siedlung des Neolithikums und der Bronze-, Latène- sowie der Völkerwanderungszeit.                                                                          | D-5-6932-0261 |      |
| Höttingen (Standort)            | Untertägige Bestandteile und Vorgängerbauten der mittelalterlichen evang.-luth. Pfarrkirche St. Johannes                                                    | D-5-6932-0262 |      |
| Höttingen (Standort)            | Siedlung vor- und frühgeschichtlicher Zeitstellung. | D-5-6932-0265 |      |
| Höttingen (Standort)            | Mittelalterliche Vorgängerbauten der Kath. Filialkirche St. Nikolaus.                                                                                       | D-5-6932-0266 |      |
| Höttingen (Standort)            | Teilstrecke des raetischen Limes. | D-5-6932-0364 |      |
| Höttingen (Standort)            | Siedlung vor- und frühgeschichtlicher Zeitstellung. | D-5-6932-0368 |      |
| Höttingen (Standort)            | Siedlung der Urnenfelderzeit. | D-5-6932-0369 |      |